# Associazione Sportiva Varese 1910 2008-2009
Questa voce raccoglie le informazioni riguardanti l'Associazione Sportiva Varese 1910 nelle competizioni ufficiali della stagione 2008-2009.

## Stagione
Durante la stagione, il Varese disputa il girone A della Lega Pro Seconda Divisione, e chiude il girone di andata al secondo posto con 30 punti. Alla fine del campionato il club è primo in classifica con 61 punti, a pari merito con l'Alessandria: per miglior differenza reti (+24 rispetto a +17), il Varese vince il campionato e viene promosso in Serie C1. 

## Divise e sponsor
La maglia casalinga è rossa con inserti bianchi, pantaloncini bianchi e calze rosse; per la trasferta i colori sono invertiti. Lo sponsor tecnico per la stagione 2008-2009 è Joma, mentre non vi è uno sponsor ufficiale. Tuttavia la squadra ha giocato alcune partite con il marchio dell'HDC Holding, azienda di proprietà del presidente Antonio Rosati.
| Casa | Trasferta |

## Organigramma societario
Area direttiva
- Presidente: Antonio Rosati
- Direttore Sportivo: Sean Sogliano
- Amministratore delegato: Enzo Montemurro

Area organizzativa
- Segretario Generale: Massimiliano Dibrogni
- Team Manager: Silvio Papini
- Dirigenti accompagnatori: Pietro Frontini, Francesco Talarico

Area tecnica
- Allenatore: Pietro Carmignani, da ottobre Giuseppe Sannino
- Allenatore in 2^: Stefano Bettinelli
- Preparatore dei portieri: Oscar Verderame
- Preparatore atletico: Giorgio Panzarasa

Area sanitaria
- Coordinatore dei medici: Mario Carletti
- Responsabile sanitario: Giulio Clerici
- Medico addetto prima squadra: Matteo Beltemacchi
- Medico sociale: Carlo Montoli
- Massaggiatore: Leonino Nicoletti

## Rosa
| N. |                     | Ruolo | Calciatore            |
| -- | ------------------- | ----- | --------------------- |
|    | Italia (bandiera)   | P     | Alessandro Lorello    |
|    | Francia (bandiera)  | P     | Mathieu Moreau        |
|    | Italia (bandiera)   | P     | Stefano Sampietro     |
|    | Italia (bandiera)   | D     | Alessandro Bernardini |
|    | Italia (bandiera)   | D     | Alessandro Camisa     |
|    | Brasile (bandiera)  | D     | Claiton (VC)          |
|    | Italia (bandiera)   | D     | Augustine Corral      |
|    | Italia (bandiera)   | D     | Mauro Milanese        |
|    | Bulgaria (bandiera) | D     | Stoyan Ninov Dimitrov |
|    | Italia (bandiera)   | D     | Eros Pisano           |
|    | Italia (bandiera)   | D     | Fabio Romeo           |
|    | Brasile (bandiera)  | D     | Fernandez David Silva |
|    | Italia (bandiera)   | D     | Marco Striato         |
|    | Italia (bandiera)   | C     | Giuseppe Casisa       |
|    | Italia (bandiera)   | C     | Daniel Caturano       |

| N. |                    | Ruolo | Calciatore           |
| -- | ------------------ | ----- | -------------------- |
|    | Italia (bandiera)  | C     | Ciro Danucci         |
|    | Italia (bandiera)  | C     | Alessandro Gambadori |
|    | Italia (bandiera)  | C     | Simone Grillo        |
|    | Italia (bandiera)  | C     | Paolo Grossi         |
|    | Italia (bandiera)  | C     | Franco Lepore (C)    |
|    | Marocco (bandiera) | C     | Achraf Lazaar        |
|    | Italia (bandiera)  | C     | Francesco Mautone    |
|    | Italia (bandiera)  | C     | Federico Moretti     |
|    | Italia (bandiera)  | C     | Luca Palazzo         |
|    | Italia (bandiera)  | A     | Alessandro Andreini  |
|    | Italia (bandiera)  | A     | Lorenzo Crocetti     |
|    | Italia (bandiera)  | A     | Stefano Del Sante    |
|    | Italia (bandiera)  | A     | Marco Di Maio        |
|    | Italia (bandiera)  | A     | Nicolò Fiumicelli    |
|    | Italia (bandiera)  | A     | Pietro Tripoli       |

## Calciomercato

### Sessione estiva(dall'1/7 all'1/9)
| Acquisti | Acquisti              | Acquisti    | Acquisti          |
| R.       | Nome                  | da          | Modalità          |
| -------- | --------------------- | ----------- | ----------------- |
| P        | Alessandro Lorello    | Pisa        | compartecipazione |
| P        | Mathieu Moreau        | svincolato  |                   |
| D        | Alessandro Bernardini | Borgomanero | definitivo        |
| D        | Alessandro Camisa     | svincolato  |                   |
| D        | Mauro Milanese        | svincolato  |                   |
| D        | Fabio Romeo           | Lecce       | compartecipazione |
| D        | Eros Pisano           | Pisa        | compartecipazione |
| C        | Giuseppe Casisa       | Pisa        | prestito          |
| C        | Alessandro Gambadori  | Pistoiese   | definitivo        |
| C        | Simone Grillo         | Potenza     | definitivo        |
| C        | Federico Moretti      | Parma       | prestito          |
| C        | Luca Palazzo          | svincolato  |                   |
| A        | Lorenzo Crocetti      | Pergocrema  | prestito          |
| A        | Marco Di Maio         | Carpenedolo | compartecipazione |

| Cessioni | Cessioni           | Cessioni     | Cessioni                      |
| R.       | Nome               | a            | Modalità                      |
| -------- | ------------------ | ------------ | ----------------------------- |
| P        | Alessandro Lorello | Pisa         | risoluzione compartecipazione |
| D        | Junior Costa       | Ancona       | fine prestito                 |
| D        | Augustine Corral   | Vicenza      | prestito                      |
| D        | Jero Shakpoke      | Rovigo       | definitivo                    |
| D        | Claudio Miale      | Pescina VG   | definitivo                    |
| D        | Emanuele Musca     | Pisa         | fine prestito                 |
| D        | Valquinei De Jesus |              | svincolato                    |
| C        | Giuseppe Casisa    | Pisa         | risoluzione compartecipazione |
| C        | Francisco Confeggi | Sestese      | -                             |
| C        | Rosario La Marca   | Pro Vercelli | definitivo                    |
| C        | Donato Di Sabato   | AlbinoLeffe  | -                             |
| C        | Cristian Dragoi    | Gallaratese  | -                             |
| A        | Michele Sergi      |              | svincolato                    |
| A        | Douglas Freitas    |              | svincolato                    |

### Sessione invernale(dal 7/1 al 2/2)
| Acquisti | Acquisti            | Acquisti   | Acquisti |
| R.       | Nome                | da         | Modalità |
| -------- | ------------------- | ---------- | -------- |
| C        | Ciro Danucci        | Ternana    | prestito |
| C        | Francesco Mautone   | svincolato |          |
| A        | Alessandro Andreini | Pergocrema | prestito |

| Cessioni | Cessioni      | Cessioni      | Cessioni   |
| R.       | Nome          | a             | Modalità   |
| -------- | ------------- | ------------- | ---------- |
| C        | Simone Grillo | Val di Sangro | definitivo |
| A        | Marco Di Maio |               |            |

## Risultati

### Seconda Divisione

#### Girone di andata
| Arbitro: | Bellutti (Bergamo) |

|                  |           |            |
| Cristofoli 90+2’ | Marcatori | 53’ Casisa |

| Arbitro: | De Faveri (San Donà di Piave) |

|  |           |             |
|  | Marcatori | 76’ Palumbo |

| Arbitro: | Aureliano (Bologna) |

|                       |           |  |
| Niada 1’ Federici 84’ | Marcatori |  |

| Arbitro: | Bolano (Livorno) |

|               |           |            |
| Del Sante 37’ | Marcatori | 58’ Bonomi |

| Arbitro: | Donati (Ravenna) |

|                                             |           |                           |
| Facchetti 41’ (rig.), 49’ (rig.) Guazzo 46’ | Marcatori | 42’ Crocetti 90+4’ Casisa |

| Arbitro: | Manera (Castelfranco Veneto) |

|               |           |                   |
| Del Sante 61’ | Marcatori | 25’ (rig.) Buglio |

| Arbitro: | Ronchi (Milano) |

|                                                  |           |  |
| Lepore 6’ Del Sante 11’ Grossi 72’ Gambadori 85’ | Marcatori |  |

| Arbitro: | Di Ciommo (Venosa) |

|  |           |                              |
|  | Marcatori | 18’ Del Sante 90+3’ Crocetti |

| Arbitro: | Corradini (Macerata) |

|                          |           |  |
| Del Sante 13’ Pisano 77’ | Marcatori |  |

| Arbitro: | Santonocito (Abbiategrasso) |

|                           |           |                       |
| Volpato 49’ Andreotti 70’ | Marcatori | 41’ Pisano 54’ Grossi |

| Arbitro: | Pagano (Torre Annunziata) |

|                                             |           |  |
| Lepore 20’ (rig.), 55’ (rig.) Del Sante 90’ | Marcatori |  |

| Arbitro: | Merlino (Udine) |

|                |           |               |
| B. Carbone 73’ | Marcatori | 12’ Del Sante |

| Valenza 23 novembre 2008, ore 14:30 CEST 13ª giornata | Valenzana           | 0 – 0 | Varese | Stadio Comunale (300 spett.)\| Arbitro: \| D'Agostino (Empoli) \| |
| Arbitro:                                              | D'Agostino (Empoli) |       |        |                                                                   |

| Arbitro: | Soricaro (Barletta) |

|                                          |           |  |
| Gambadori 52’ Grossi 62’ Del Sante 90+1’ | Marcatori |  |

| Arbitro: | Bindoni (Venezia) |

|  |           |              |
|  | Marcatori | 75’ Milanese |

| Arbitro: | Affinito (Frattamaggiore) |

|                          |           |  |
| Crocetti 9’ Lepore 90+2’ | Marcatori |  |

| Arbitro: | Ballo (Trapani) |

|           |           |                           |
| Baido 18’ | Marcatori | 2’ Crocetti 19’ Del Sante |

#### Girone di ritorno
| Arbitro: | De Benedictis (Bari) |

|                               |           |  |
| Grossi 46’ Del Sante 64’, 69’ | Marcatori |  |

| Arbitro: | Palazzino (Ciampino) |

|             |           |              |
| Cazzola 82’ | Marcatori | 15’ Crocetti |

| Arbitro: | Perisan (Pordenone) |

|                           |           |             |
| Pisano 11’ Crocetti 90+5’ | Marcatori | 6’ Cristini |

| Arbitro: | Pecorelli (Arezzo) |

|              |           |              |
| Sandrini 67’ | Marcatori | 40’ Crocetti |

| Arbitro: | Corletto (Castelfranco Veneto) |

|                               |           |                              |
| Del Sante 44’ Grossi 63’, 75’ | Marcatori | 83’ Facchetti 90+3’ Kalambay |

| Arbitro: | Barbiero (Vicenza) |

|                 |           |              |
| M. Aparicio 17’ | Marcatori | 83’ Crocetti |

| Arbitro: | Colasanti (Grosseto) |

|           |           |  |
| Russo 29’ | Marcatori |  |

| Arbitro: | Barbeno (Brescia) |

|                   |           |             |
| Lepore 34’ (rig.) | Marcatori | 55’ Bettega |

| Arbitro: | Gambini (Roma) |

|  |           |             |
|  | Marcatori | 39’ Claiton |

| Arbitro: | Intagliata (Siracusa) |

|                        |           |  |
| Grossi 4’ Crocetti 77’ | Marcatori |  |

| San Bonifacio 5 aprile 2009, ore 15:00 UTC+1 28ª giornata | Sambonifacese       | 0 – 0 referto | Varese | Stadio Renzo Tizian (1 200 spett.)\| Arbitro: \| Di Paolo (Avezzano) \| |
| Arbitro:                                                  | Di Paolo (Avezzano) |               |        |                                                                         |

| Arbitro: | Romani (Modena) |

|                                  |           |                |
| Del Sante 22’, 65’ Tripoli 90+1’ | Marcatori | 60’ Longobardi |

| Arbitro: | Di Pilato (Bergamo) |

|                          |           |            |
| Danucci 30’ Crocetti 48’ | Marcatori | 11’ Caponi |

| Arbitro: | Giancola (Vasto) |

|                            |           |              |
| Chiarini 19’ Bandirali 46’ | Marcatori | 67’ Milanese |

| Arbitro: | Bergher (Rovigo) |

|              |           |           |
| Crocetti 35’ | Marcatori | 90’ Zubin |

| Arbitro: | Doveri (Roma) |

|               |           |                  |
| Di Piazza 29’ | Marcatori | 90+3’ Bernardini |

| Arbitro: | Manera (Castelfranco Veneto) |

|                          |           |              |
| Grossi 21’ Del Sante 33’ | Marcatori | 86’ Muchetti |

### Coppa Italia Lega Pro

#### Girone eliminatorio B
| Busto Arsizio 17 agosto 2008 1ª giornata | Pro Patria       | 0 – 0 referto | Varese | Stadio Carlo Speroni (800 spett.)\| Arbitro: \| Ostinelli (Como) \| |
| Arbitro:                                 | Ostinelli (Como) |               |        |                                                                     |

| 20 agosto 2008 2ª giornata |  | – Turno di riposo Varese |  |  |

| Arbitro: | Tidona (Torino) |

|                                             |           |                         |
| Lepore 3’ (rig.) Crocetti 35’ Gambadori 77’ | Marcatori | 1’ Fogacci 61’ Bonacina |

| Arbitro: | Bindoni (Venezia) |

|                    |           |                                 |
| Zirilli 44’ (rig.) | Marcatori | 21’ Fiumicelli 63’, 81’ Tripoli |

| Arbitro: | Vivenzi (Brescia) |

|            |           |           |
| Pisano 91’ | Marcatori | 24’ Sehic |

#### Primo turno
| Arbitro: | Di Pilato (Bergamo) |

|  |           |                                                    |
|  | Marcatori | 45+3’ (rig.) Crocetti 49’ Fiumicelli 52’ Gambadori |

#### Secondo turno
| Arbitro: | Trentalange (Nichelino) |

|                                                       |           |                                  |
| Piraccini 31’ Gallo 63’ Chiappara 113’ Matteassi 115’ | Marcatori | 14’, 100’ Moretti 40’ Fiumicelli |

### Supercoppa di Lega Seconda Divisione
| Arbitro: | Barbiero (Vicenza) |

|                         |           |                           |
| Milanese 34’Tripoli 59’ | Marcatori | 81’ Fanucchi 84’ Frediani |

| Arbitro: | Rocca (Vibo Valentia) |

|           |           |                         |
| Danti 18’ | Marcatori | 70’ Milanese 81’ Grossi |

## Statistiche

### Statistiche di squadra
| Competizione               | Punti | In casa | In casa | In casa | In casa | In casa | In casa | In trasferta | In trasferta | In trasferta | In trasferta | In trasferta | In trasferta | Totale | Totale | Totale | Totale | Totale | Totale | DR  |
| Competizione               | Punti | G       | V       | N       | P       | Gf      | Gs      | G            | V            | N            | P            | Gf           | Gs           | G      | V      | N      | P      | Gf     | Gs     | DR  |
| -------------------------- | ----- | ------- | ------- | ------- | ------- | ------- | ------- | ------------ | ------------ | ------------ | ------------ | ------------ | ------------ | ------ | ------ | ------ | ------ | ------ | ------ | --- |
| Lega Pro Seconda Divisione | 61    | 17      | 12      | 4       | 1       | 35      | 11      | 17           | 4            | 9            | 4            | 17           | 17           | 34     | 16     | 13     | 5      | 52     | 28     | +24 |
| Coppa Italia               |       | 2       | 1       | 1       | 0       | 4       | 3       | 4            | 2            | 1            | 1            | 9            | 5            | 6      | 3      | 2      | 1      | 13     | 8      | +5  |
| Coppa di Lega              |       | 1       | 0       | 1       | 0       | 2       | 2       | 1            | 1            | 0            | 0            | 2            | 1            | 2      | 1      | 1      | 0      | 4      | 3      | +1  |
| Totale                     |       | 20      | 13      | 6       | 1       | 41      | 16      | 21           | 7            | 9            | 5            | 28           | 23           | 42     | 20     | 16     | 6      | 69     | 39     | +30 |

### Statistiche dei giocatori
| Giocatore       | Serie B+Play off | Serie B+Play off | Serie B+Play off | Serie B+Play off | Coppa Italia | Coppa Italia | Coppa Italia | Coppa Italia | Coppa di Lega | Coppa di Lega | Coppa di Lega | Coppa di Lega | Totale   | Totale | Totale      | Totale     |
| Giocatore       | Presenze         | Reti             | Ammonizioni      | Espulsioni       | Presenze     | Reti         | Ammonizioni  | Espulsioni   | Presenze      | Reti          | Ammonizioni   | Espulsioni    | Presenze | Reti   | Ammonizioni | Espulsioni |
| --------------- | ---------------- | ---------------- | ---------------- | ---------------- | ------------ | ------------ | ------------ | ------------ | ------------- | ------------- | ------------- | ------------- | -------- | ------ | ----------- | ---------- |
| A. Andreini     | 10               | 0                | 2                | 0                | -            | -            | -            | -            | 2             | 0             | 0             | 0             | 12       | 0      | 2           | 0          |
| A. Bernardini   | 24               | 1                | 5                | 0                | 5            | 0            | 0            | 0            | 2             | 0             | 0             | 0             | 31       | 1      | 5           | 0          |
| A. Camisa       | 31               | 0                | 8                | 1                | 4            | 0            | 2            | 0            | 0             | 0             | 0             | 0             | 35       | 0      | 10          | 1          |
| G. Casisa       | 29               | 2                | 8                | 0                | 3            | 0            | 0            | 0            | 1             | 0             | 0             | 0             | 33       | 2      | 8           | 0          |
| D. Caturano     | 0                | 0                | 0                | 0                | 1            | 0            | 0            | 0            | 0             | 0             | 0             | 0             | 1        | 0      | 0           | 0          |
| Claiton         | 28               | 1                | 8                | 1                | 3            | 0            | 1            | 1            | 2             | 0             | 0             | 0             | 33       | 1      | 9           | 2          |
| A. Corral       | 0                | 0                | 0                | 0                | 2            | 0            | 0            | 0            | -             | -             | -             | -             | 2        | 0      | 0           | 0          |
| L. Crocetti     | 29               | 11               | 4                | 1                | 3            | 2            | 0            | 0            | 1             | 0             | 0             | 0             | 33       | 13     | 4           | 1          |
| C. Danucci      | 13               | 1                | 2                | 0                | -            | -            | -            | -            | 2             | 0             | 0             | 0             | 15       | 1      | 2           | 0          |
| S. Del Sante    | 33               | 15               | 7                | 0                | 3            | 0            | 0            | 0            | 1             | 0             | 0             | 0             | 37       | 15     | 7           | 0          |
| M. Di Maio      | 0                | 0                | 0                | 0                | 3            | 0            | 0            | 0            | -             | -             | -             | -             | 3        | 0      | 0           | 0          |
| N. Fiumicelli   | 2                | 0                | 1                | 0                | 3            | 3            | 0            | 0            | 0             | 0             | 0             | 0             | 5        | 3      | 1           | 0          |
| A. Gambadori    | 27               | 2                | 8                | 0                | 5            | 2            | 4            | 1            | 0             | 0             | 0             | 0             | 32       | 4      | 12          | 1          |
| S. Grillo       | 5                | 0                | 2                | 0                | 1            | 0            | 0            | 1            | -             | -             | -             | -             | 6        | 0      | 2           | 1          |
| P. Grossi       | 33               | 8                | 3                | 0                | 5            | 0            | 1            | 0            | 2             | 1             | 0             | 0             | 40       | 9      | 4           | 0          |
| A. Lazaar       | 0                | 0                | 0                | 0                | 0            | 0            | 0            | 0            | 1             | 0             | 0             | 0             | 1        | 0      | 0           | 0          |
| F. Lepore       | 33               | 5                | 4                | 1                | 4            | 1            | 1            | 0            | 1             | 0             | 0             | 0             | 38       | 6      | 5           | 1          |
| A. Lorello      | 0                | 0                | 0                | 0                | 1            | -4           | 0            | 0            | 2             | -3            | 1             | 0             | 3        | -7     | 1           | 0          |
| F. Mautone      | 10               | 0                | 1                | 0                | 1            | 0            | 0            | 0            | 1             | 0             | 0             | 0             | 12       | 0      | 1           | 0          |
| L. Mezzotero    | 0                | 0                | 0                | 0                | 1            | 0            | 0            | 0            | 0             | 0             | 0             | 0             | 1        | 0      | 0           | 0          |
| M. Milanese     | 29               | 2                | 7                | 0                | 2            | 0            | 0            | 0            | 2             | 2             | 0             | 0             | 33       | 4      | 7           | 0          |
| M. Moreau       | 32               | -25              | 2                | 0                | 3            | -3           | 0            | 0            | 0             | 0             | 0             | 0             | 35       | -28    | 2           | 0          |
| F. Moretti      | 7                | 0                | 1                | 2                | 5            | 2            | 2            | 0            | 1             | 0             | 0             | 0             | 13       | 2      | 3           | 2          |
| S. Ninov        | 0                | 0                | 0                | 0                | 0            | 0            | 0            | 0            | 0             | 0             | 0             | 0             | 0        | 0      | 0           | 0          |
| L. Palazzo      | 9                | 0                | 0                | 0                | 4            | 0            | 1            | 0            | 1             | 0             | 2             | 1             | 14       | 0      | 3           | 1          |
| E. Pisano       | 26               | 3                | 6                | 1                | 5            | 1            | 1            | 0            | 1             | 0             | 1             | 0             | 32       | 4      | 8           | 1          |
| F. Romeo        | 0                | 0                | 0                | 0                | 4            | 0            | 0            | 0            | 1             | 0             | 0             | 0             | 5        | 0      | 0           | 0          |
| S. Sampietro    | 0                | 0                | 0                | 0                | 1            | -1           | 1            | 0            | 0             | 0             | 0             | 0             | 1        | -1     | 1           | 0          |
| M. Striato      | 0                | 0                | 0                | 0                | 1            | 0            | 0            | 0            | 0             | 0             | 0             | 0             | 1        | 0      | 0           | 0          |
| Silva Fernandez | 26               | 0                | 5                | 1                | 4            | 0            | 1            | 0            | 1             | 0             | 1             | 0             | 31       | 0      | 7           | 1          |
| P. Tripoli      | 28               | 1                | 6                | 0                | 5            | 2            | 0            | 0            | 2             | 1             | 1             | 0             | 35       | 4      | 7           | 0          |

## Giovanili

### Organigramma societario
Area direttiva
- Responsabile: Giorgio Scapini
- Coordinatore tecnico: Roberto Verdelli
- Segretario settore giovanile: Marco Bof

Scuola Calcio
- Responsabile: Marco Caccianiga
- Coordinatore tecnico: Alfredo Speroni

Progetto Bimbo
- Responsabile: Marco Caccianiga